# Taussac
Taussac település Franciaországban, Aveyron megyében. Lakosainak száma 508 fő (2022. január 1.). Taussac Brommat, Lacroix-Barrez, Mur-de-Barrez, Murols, Cros-de-Ronesque, Raulhac és Vezels-Roussy községekkel határos.

## Népesség
A település népessége az elmúlt években az alábbi módon változott:
| Lakosok száma | 551  | 552  | 544  | 470  | 443  | 488  | 520  | 530  | 523  | 508  |
|               | 1968 | 1982 | 1990 | 2006 | 2013 | 2015 | 2017 | 2019 | 2020 | 2022 |